# GRS 1915+105

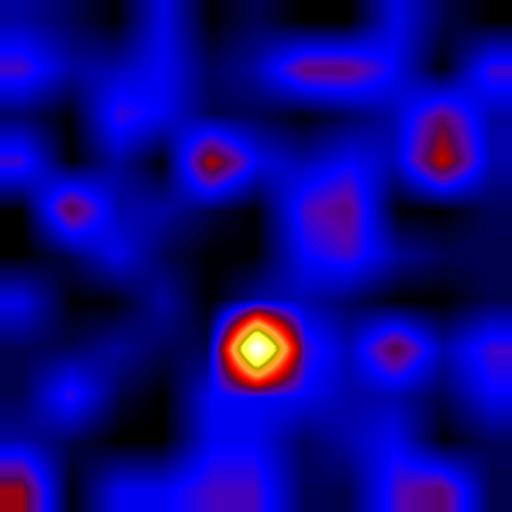
Obraz rentgenowski mikrokwazara GRS 1915+105

GRS 1915+105 – układ podwójny należący do mało masywnych układów rentgenowskich. Zawiera gwiazdę ciągu głównego oraz czarną dziurę. Został odkryty w roku 1992 przez satelitę Granat, a jego nazwa jest skrótem od nazwy tego satelity oraz współrzędnych obiektu w układzie równikowym (tj. rektascensja 19h 15m 11,6s i deklinacja +10° 56′ 44″). Źródło było intensywnie obserwowane przez satelity RXTE oraz INTEGRAL
Układ ten znajduje się w gwiazdozbiorze Orła, w odległości ok. 12,5 kpc. Masa czarnej dziury jest szacowana na 14 ±4 mas Słońca, co czyni ją jedną z najmasywniejszych gwiazdowych czarnych dziur w naszej Galaktyce. Najprawdopodobniej, czarna dziura w tym układzie bardzo szybko rotuje, co może decydować o tym, że GRS 1915+105 jest mikrokwazarem.
Dżet, wyrzucany z okolic akreującej czarnej dziury, świeci w zakresie radiowym. Zależnie od stanu źródła, może on mieć budowę ciągłą, lub też składać się z obłoków plazmy, wyrzucanych partiami i poruszających się z prędkościami bliskimi prędkości światła w próżni (patrz niżej).
Ponadto GRS 1915+105 wykazuje bardzo silną zmienność emisji w zakresie rentgenowskim, przy czym charakter tej zmienności jest różny w zależności od stanu źródła, i może być zarówno całkowicie chaotyczny, jak i regularny (cykliczne zmiany jasności rentgenowskiej).

## Pozornie nadświetlne prędkości dżetu w GRS 1915+105

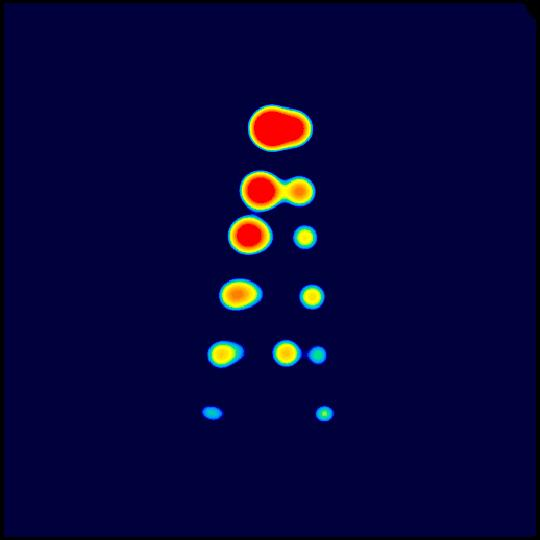
Obraz radiowy GRS 1915+105

W mikrokwazarze GRS 1915+105 obserwuje się obydwa dżety wyrzucane z centrum: zarówno ten przybliżający się do nas, jak i ten oddalający się. Inaczej jest w wypadku większości kwazarów, kiedy widać jedynie dżet przybliżający się do nas, a istnienia drugiego dżetu jedynie się domyślamy.
Obserwacje radiowe, w których widać wzajemne oddalanie się od siebie pary jasnych obłoków, pozwalają na wyznaczenie ich ruchów własnych, wyrażonych w sekundach łuku na dobę. Znając niezależnie odległość od źródła, można przeliczyć te ruchy na liniową prędkość obłoków.
Okazuje się, że wyliczone w ten sposób liniowe prędkości przekraczają prędkość światła w próżni!
Jest to jednak efekt pozorny, wynikający z transformacji Lorentza.

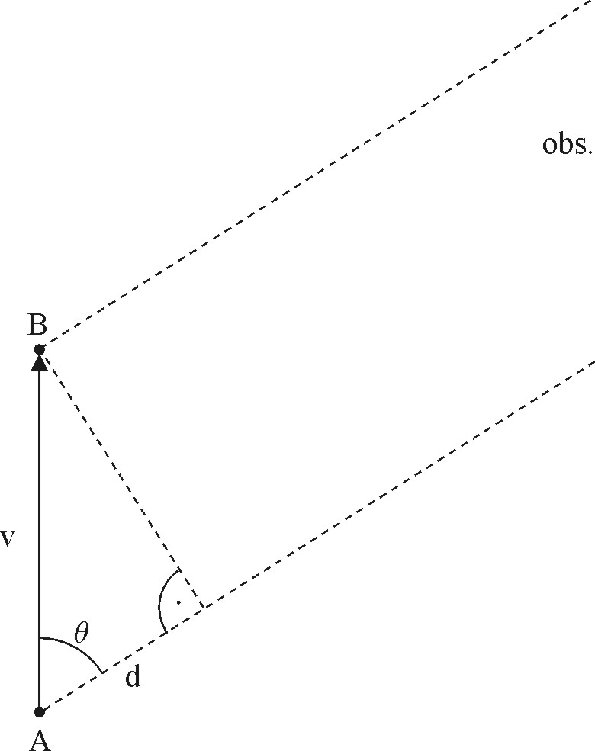
Szkic geometryczny

Jeżeli źródło promieniowania porusza się z prędkością {\displaystyle \beta =v/c,} pod kątem {\displaystyle \theta } do kierunku widzenia obserwatora, to gdy pierwszy foton zostanie wyemitowany w punkcie A, a drugi w punkcie B, wówczas różnica czasu ich emisji wyniesie
{\displaystyle \Delta t_{em}=t_{B}-t_{A}.}
Obserwator widzi jedynie rzut prostopadły poruszającego się źródła na sferze niebieskiej, a zatem zarejestrowane przez niego sygnały nadejdą w nieco krótszym odstępie czasu:
{\displaystyle \Delta t_{obs}=\Delta t_{em}-{\frac {d}{c}},}
gdzie d jest różnicą odległości pokonanych przez fotony A i B:
{\displaystyle d=v\Delta t_{em}\cos \theta .}
Stąd prędkość źródła zmierzona przez obserwatora będzie równa:
{\displaystyle v_{obs}=v\sin \theta {\frac {\Delta t_{em}}{\Delta t_{obs}}}=c{\frac {\beta \sin \theta }{1-\beta \cos \theta }}.}
Występujący w powyższym równaniu czynnik
{\displaystyle \beta _{obs}={\frac {\beta \sin \theta }{1-\beta \cos \theta }}.}
może być większy od 1, a co za tym idzie obserwowana prędkość będzie nadświetlna.
Iloczyn prędkości obłoku i cosinusa kąta widzenia możemy obliczyć znając ruchy własne obłoku zbliżającego i oddalającego się od nas. Jeśli zaś dodatkowo znamy odległość, to kąt widzenia i prędkość obłoku wyznaczymy niezależnie od siebie. Dla mikrokwazara GRS 1915+105 dżet jest emitowany pod kątem {\displaystyle \theta =70^{\circ },} a jego prędkość wynosi {\displaystyle \beta =0{,}92,} a zatem można obliczyć, że pozorna prędkość zbliżającego się do nas dżetu będzie równa {\displaystyle \beta _{obs}=1{,}26.}